# Frankie and Johnny (album)
Frankie and Johnny è il 20° album in studio di Elvis Presley, pubblicato nel 1966 negli Stati Uniti, contenente la colonna sonora del film  Frankie e Johnny, da lui interpretato.

## Produzione
Le sedute di registrazione per il disco ebbero luogo agli studi Radio Recorders di Hollywood, California, il 12, 13, e 14 maggio 1965. 
Per la colonna sonora del film Frankie e Johnny, vennero registrate alcune canzoni tradizionali come When the Saints Go Marching In, un vecchio inno gospel che era diventato in seguito un classico del jazz. Il brano fu unito in medley con Down by the Riverside, un altro vecchio gospel tradizionale. Entrambi i diritti delle canzoni erano ormai di pubblico dominio, ma il team di compositori composto da Giant, Baum, e Kaye si accaparrarono i diritti per conto di Freddy Bienstock e del Colonnello Tom Parker. La title track, Frankie and Johnny, è una variante della canzone popolare americana pubblicata nel 1904 e accreditata a Hughie Cannon. Con un testo diverso, anche i suoi diritti di pubblicazione furono acquisiti dalla società Gladys Music.
Durante le seessioni furono registrate 12 canzoni, tutte utilizzate per la colonna sonora. La canzone del titolo venne pubblicata come singolo (Lato B: Please Don't Stop Loving Me). Il singolo Frankie and Johnny raggiunse la posizione numero 25 nella classifica Billboard Hot 100.

### Ristampa Pickwick
Nel novembre 1976, la Pickwick Records acquistò i diritti e ristampò l'album della colonna sonora con una nuova copertina raffigurante una immagine di Elvis negli anni settanta. L'ordine dei brani venne alterato e tre canzoni omesse. Furono eliminate Chesay, Look Out Broadway, e Everybody Come Aboard. Inoltre, niente in copertina avvisava l'incauto acquirente che si trattava di una ristampa di materiale precedentemente edito. Il disco non entrò nemmeno nella classifica Billboard 200. Questa versione rimase in vendita per parecchi anni, e quando la RCA, in seguito alla morte di Presley nel 1977, decise di ristampare l'intera sua discografia, l'esistenza di questo disco non permise alla casa discografica di ristampare l'album originale negli Stati Uniti fino al 2010, quando la compagnia rientrò in possesso dei diritti di pubblicazione.

## Accoglienza
L'album raggiunse la posizione numero 20 della classifica Top Pop Albums negli Stati Uniti.

## Tracce

### Lato 1
| Traccia | Registrazione | n° Catal. | Data   | Pos. Clas. | Titolo                          | Autore                                  | Durata |
| ------- | ------------- | --------- | ------ | ---------- | ------------------------------- | --------------------------------------- | ------ |
| 1.      | 5/14/65       | 47-8780   | 3/1/66 | numero 25  | Frankie and Johnny              | Alex Gottlieb, Fred Karger, Ben Weisman | 2:32   |
| 2.      | 5/12/65       |           |        |            | Come Along                      | David Hess                              | 1:52   |
| 3.      | 5/14/65       |           |        |            | Petunia the Gardener's Daughter | Roy C. Bennett e Sid Tepper             | 2:59   |
| 4.      | 5/14/65       |           |        |            | Chesay                          | Ben Weisman, Fred Karger, Sid Wayne     | 1:39   |
| 5.      | 5/13/65       |           |        |            | What Every Woman Lives For      | Doc Pomus e Mort Shuman                 | 2:27   |
| 6.      | 5/14/65       |           |        |            | Look Out Broadway               | Fred Wise e Randy Starr                 | 1:40   |

### Lato 2
| Traccia | Registrazione | n° Catal. | Data   | Pos. Clas. | Titolo                                                 | Autore                                 | Durata |
| ------- | ------------- | --------- | ------ | ---------- | ------------------------------------------------------ | -------------------------------------- | ------ |
| 1.      | 5/12/65       |           |        |            | Beginner's Luck                                        | Roy C. Bennett e Sid Tepper            | 2:34   |
| 2.      | 5/12/65       |           |        |            | Down by the Riverside / When the Saints Go Marching In | Bernie Baum, Bill Giant, Florence Kaye | 1:56   |
| 3.      | 5/13/65       |           |        |            | Shout It Out                                           | Bernie Baum, Bill Giant, Florence Kaye | 2:17   |
| 4.      | 5/13/65       |           |        |            | Hard Luck                                              | Ben Weisman e Sid Wayne                | 2:51   |
| 5.      | 5/13/65       | 47-8780b  | 3/1/66 | numero 45  | Please Don't Stop Loving Me                            | Joy Byers                              | 2:02   |
| 6.      | 5/14/65       |           |        |            | Everybody Come Aboard                                  | Bernie Baum, Bill Giant, Florence Kaye | 1:51   |

### Ristampa su CD del 2003 (serieFollow That Dream)
1. Frankie and Johnny - 2:32
2. Come Along - 1:50
3. Petunia, the Gardener's Daughter - 2:58
4. Chesay - 1:36
5. What Every Woman Lives For - 2:25
6. Look Out, Broadway - 1:38
7. Beginner's Luck - 2:25
8. Down by the Riverside / When the Saints Go Marching In - 1:54
9. Shout It Out - 2:15
10. Hard Luck - 2:50
11. Please Don't Stop Loving Me - 2:25
12. Everybody Come Aboard - 1:49
13. Frankie and Johnny (Take 1) - 2:55
14. Please Don't Stop Loving Me (Take 10) - 2:13
15. Everybody Come Aboard (Takes 1 & 2) - 2:42
16. Chesay (Take 1) - 1:58
17. Petunia, the Gardeners Daughter (Take 2) - 2:53
18. Look Out, Broadway (Takes 3, 4, 5) - 2:22
19. Please Don't Stop Loving Me (Takes 1, 2, 3) - 3:00
20. Shout It Out (Takes 1, 2, 3) - 3:31
21. Everybody Come Aboard (Takes 9, 10) - 2:09
22. Chesay (Takes 3 & 6) - 3:16
23. Look Out, Broadway (Takes 6, 7, 8) - 2:13
24. Petunia, The Gardeners Daughter (Take 5) - 3:23
25. Please Don't Stop Loving Me (Take 7) - 2:10
26. Frankie and Johnny (Takes 3 & 4 [Record version]) - 2:45
27. Frankie and Johnny (Movie version) - 7:01

## Formazione
- Elvis Presley - voce
- The Jordanaires - cori
- Eileen Wilson - voce
- George Worth - tromba
- Richard Noel - trombone
- John Johnson - tuba
- Gus Bivona - sassofono
- Scotty Moore, Tiny Timbrell - chitarra elettrica
- Charlie McCoy - chitarra elettrica, armonica
- Larry Muhoberac - pianoforte
- Bob Moore - basso
- D. J. Fontana, Buddy Harman - batteria